# Sanctuaire Notre-Dame-de-Guérison
Le sanctuaire Notre-Dame de Guérison se trouve à l'entrée du val Vény, près de Courmayeur, en Vallée d'Aoste. Il se situe en face du glacier de la Brenva, d'où jaillit la Doire Baltée, le plus important fleuve valdôtain.

## Historique
Le premier signe d'un lieu de culte a été une croix placée à l'endroit où se situe aujourd'hui le sanctuaire. En passant, les montagnards s’y arrêtaient pour prier. Peu à peu le berrier, le nom de cette localité signifiant clapier ou pierraille en patois valdôtain, est devenu un lieu de prière. 
En 1690, une femme savoyarde, mariée à un certain Lanier, a fait poser dans une niche au lieu-dit La Croix du berrier une petite statue de la Sainte-Vierge. Vers 1753, un oratoire a été bâti près de cette niche, et depuis, chaque année, les pèlerins s’y sont rendus régulièrement. 
En 1781, le courmayeurein Jean-Michel Truchet a informé le curé Jean-Martin Dondeynaz du projet de construire une chapelle au lieu de l’ancien oratoire, désormais en ruine. Le curé avec Mgr Pierre-François de Sales, évêque d’Aoste, ont approuvé ce projet, et en 1782 les fondations du nouveau bâtiment ont été posées. 
Le 28 mai 1792, le curé Dondeynaz, délégué par Mgr Paul-Joseph Solar de Villeneuve, le nouvel évêque d’Aoste, successeur de Pierre-François de Sales, a béni la chapelle dédiée à la Visitation de la Vierge Marie, et y a célébré pour la première fois la Messe. 
La dénomination au niveau local a changé au cours des années en Notre-Dame de Guérison, plutôt que de la Visitation. 
Au début de 1800, le glacier de la Brenva, signifiant en patois valdôtain mélèze, a augmenté en volume et s'est appuyé contre le rocher du berrier, en détruisant la chapelle. Une nouvelle chapelle a été bâtie à 50 mètres en amont de la précédente. 
En 1850, les pèlerins devenant toujours plus nombreux, le curé Marquis a décidé d’agrandir la chapelle en l’allongeant de huit mètres et demi, mais elle a été inondée plusieurs fois. Un permis a été demandé alors afin de pouvoir la démolition pour en reconstruire une autre plus grande. Le permis a été accordé le 27 janvier 1867. 
Les travaux ont été confiés à l’entrepreneur luganais Philippe Franchini. L’année suivante, Franchini a réalisé les travaux de finition sur les murs et sur la voûte, qui ont été tout de suite décorés. Ainsi est né le sanctuaire qu'on peut admirer aujourd’hui. 
Le 25 août 1868, il a été béni. La Statue miraculeuse a été couronnée le 12 septembre 1909.
Il est sans doute l'un des plus importants sanctuaires valdôtains. Jean-Paul II s'y est rendu plusieurs fois en pèlerinage, lors de ses séjours estivaux aux Combes d'Introd, ainsi que son successeur Benoît XVI. 
Le 2 juillet, le jour de la Visitation, le curé de Courmayeur célèbre une messe consacrée aux guides alpins courmayeureins.

## Description

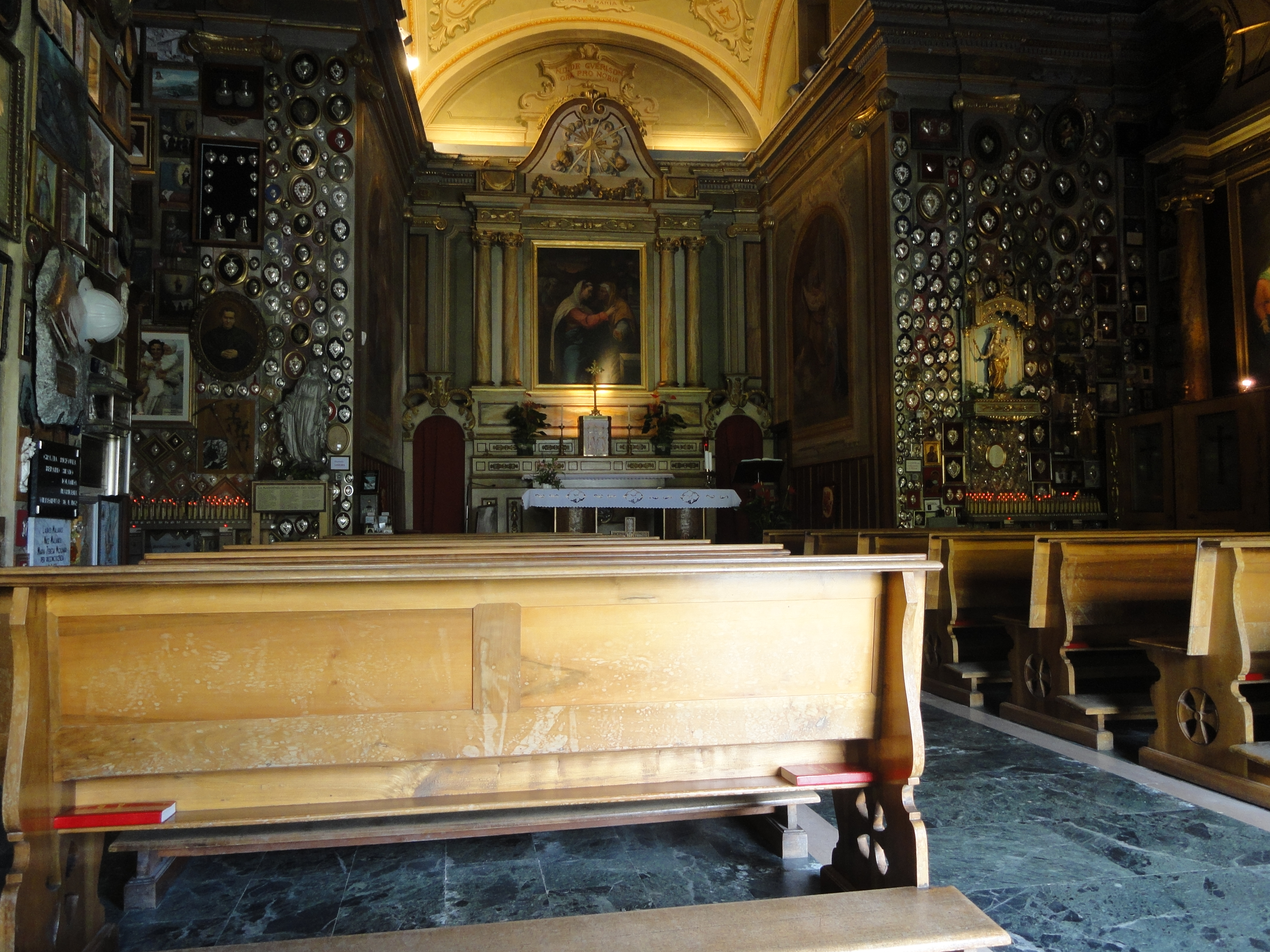
L'intérieur du sanctuaire.

La zone à l’intérieur mesure plus de cent mètres carrés, et a la forme de croix latine. L’architecture est d’ordre ionique pur. 
Il y a trois autels, tous réalisés par le sculpteur luganais Fumasoli. 
Les piliers sont revêtus en stuc marmoréen rouge. Les peintures et les décorations ont été réalisées par Joseph Stornone d’Ivrée : le choix des sujets est très recherché, autant que les couleurs sont riches. Les tableaux aussi sur les autels latéraux sont l'œuvre du même artiste. Le premier tableau représente l’Annonciation à la Vierge, le deuxième le Mariage de la Vierge avec saint Joseph. Au fond du chœur, d’un côté, la Présentation de Jésus au Temple, et, de l’autre côté, la Présentation de Marie. Sur la voûte, Marie Immaculée. Dans la nef, l’Assomption et le Triomphe de Marie au Ciel ; tout autour, les quatre Saints patrons de la Vallée d’Aoste : Saint Anselme, Saint Ours, Saint Grat et Saint Bernard du Mont-Joux. 
Au-dessus des confessionnaux, on peut admirer les tableaux de l’Annonciation et du Mariage de la Vierge. Le tableau du maître-autel représente la Visitation de la Vierge Marie, une copie d’un classique conservé au musée du Louvre. À l’entrée du chœur, à droite, dans une niche, se trouve la soi-disant Statue miraculeuse de Notre-Dame, en bois doré, mesurant 62 centimètres de haut.